# پاولووا هوس ناتوره رسروه
پاولووا هوس ناتوره رسروه (به چکی: Pavlova Huť Nature Reserve) یک منطقهٔ مسکونی در جمهوری چک است که در منطقه پلزن واقع شده‌است.